# Joan Creixell
Joan Creixell   (Barcelona, 31 de juliol de 1946 - Barcelona, 25 de desembre de 1994) fou un periodista, historiador i escriptor català. Es llicencià en Ciències de la Informació i va ser membre del Pen Club Català; membre de l'Associació d'Escriptors en Llengua Catalana; membre de la Societat Catalana de Comunicació de l'Institut d'Estudis Catalans i col·laborador del Centre d'Història Contemporània de la Generalitat de Catalunya.
Del 1972 al 1976 col·laborà amb el Servei d'Informació Català (SIC) de Miquel Sellarès i Perelló i va fer tasca editorial per a l'Assemblea de Catalunya (de la qual n'era membre). Amb motiu d'una reunió clandestina de l'Assemblea, a l'església de Maria Mitjancera de Barcelona, fou detingut el 28 d'octubre de 1973 en l'anomenada "Detenció dels 113". Del 1976 al 1980 fou militant de Convergència Democràtica de Catalunya, però l'abandonà per discrepàncies amb Jordi Pujol. El 1986 es presentà com a independent en els llistes d'Esquerra Republicana de Catalunya i el 1987 fou un dels impulsors i fundadors de la Convenció per la Independència Nacional, de què en fou president fins al 1991.
Va ser un important divulgador d'història contemporània catalana, preferentment de temàtica nacionalista i independentista.
Morí d'un infart a Barcelona el dia de Nadal de l'any 1994.

## Obres
- Premsa catalana clandestina, 1970-1977, Edicions Crit, 1977
- Poesia patriòtica catalana sota la Dictadura de Primo de Rivera, edició de l'autor, 1977
- La fi del cagaelàstics. Poesia política anònima, 1939-1979, Edicions de la Magrana, 1980
- Els fets del Palau i el Consell de guerra a Jordi Pujol, Edicions de la Magrana, 1982
- Si és boig, que el tanquin! Poesia popular anònima, 1977-1982, amb col·laboració de Pere Quart, Editorial El Llamp, 1983
- Origen de la bandera independentista.  Barcelona: El Llamp, 1984 (La Rella). ISBN 8486066352.
- El Monument a Rafael Casanova.  Barcelona: El Llamp, 1985 (La Rella). ISBN 8486066492.
- La Caputxinada.  Barcelona: Edicions 62, 1987 (Llibres a l'abast; 223). ISBN 8429725520.
- Premsa catalana clandestina i d'exili : 1917-1938.  Barcelona: El Llamp, 1987 (La Rella). ISBN 8477810133.
- El Complot de Garraf.  [Barcelona]: Publicacions de l'Abadia de Montserrat, 1988 (Biblioteca Serra d'Or; 79). ISBN 8472029824.
- La bandera dels catalans d'Amèrica, edició de l'autor, 1993.